# Banksia elegans
Banksia elegans är en tvåhjärtbladig växtart som beskrevs av Meissn.. Banksia elegans ingår i släktet Banksia och familjen Proteaceae. Inga underarter finns listade i Catalogue of Life.